# Пересне
Пересне (на унгарски: Peresznye) е село в област Ваш, северозападна Унгария. Населението му е около 826 души (2015).
Разположено е на 216 метра надморска височина в Среднодунавската низина, на 3 километра югоизточно от границата с Австрия и на 21 километра северно от Сомбатхей. Жителите на селото са главно бургенландски хървати.

## Известни личности
Починали в Пересне
- Леополд Берхтолд (1863 – 1942), австрийски политик